# Irżaweć (rejon pryłucki)
Irżaweć (ukr. Іржавець) – wieś na Ukrainie, w obwodzie czernihowskim, w rejonie pryłuckim, w hromadzie Icznia. W 2001 liczyła 840 mieszkańców, spośród których 827 wskazało jako ojczysty język ukraiński, a 13 rosyjski.